# Enggewundene Tellerschnecke
Die Enggewundene Tellerschnecke (Anisus calculiformis) (früher auch häufig fälschlich unter Anisus semptemgyratus) ist eine Wasserlungenschnecke (Basommatophora) aus der Familie der Tellerschnecken (Planorbidae).

## Merkmale
Das Gehäuse ist sehr flach scheibenförmig und enggewunden. Es misst 6 bis 7 mm im Durchmesser, ist etwa 1 mm hoch und weist 7,5 bis 8 Windungen auf, die nur langsam und regelmäßig zunehmen. Die Oberfläche ist fein gestreift und hornbraun. In der letzten Windung ist der Umgang an der Oberseite stumpfwinklig gerundet, an der Unterseite gleichmäßig gerundet. Die Mündung ist oval und leicht schief gestellt. Die Mündung wird bei Trockenfallen durch ein kalkiges Septum verschlossen.

## Lebensweise, Vorkommen und Verbreitung
Die Art lebt in Teichen, Tümpeln und Sümpfen und erträgt längeres Trockenfallen. Die Art ist vor allem in Osteuropa verbreitet. Im Norden reicht das westlichste Vorkommen bis nach Mecklenburg, im Süden reicht das westlichste Verbreitungsgebiet bis in die Poebene.

## Ähnliche Arten
Der Art bildet bis 8 Umgänge aus und damit deutlich mehr als alle anderen Anisus-Arten.

## Gefährdung
Die Art ist in Deutschland stark gefährdet und steht auf der Roten Liste. Auch in einigen osteuropäischen Ländern ist sie sehr selten und bedroht.

## Systematik
Die Gattung Anisus wird von einem Teil der Autoren in zwei Untergattungen unterteilt: Anisus (Anisus) Studer, 1820 und Anisus (Disculifer) C. Boettger, 1944. In dieser Untergattungsgliederung wird Anisus calculiformis in die Nominatuntergattung Anisus gestellt. Die enggewundene Tellerschnecke wurde früher meist als Anisus septemgyratus Rossmässler, 1835 bezeichnet. Bei der Untersuchung von Tieren von der Typlokalität (Etsch bei Bozen) stellte sich jedoch heraus, dass diese identisch mit Anisus leucostoma waren. Anisus septemgyratus Rossmässler, 1835 ist daher ein jüngeres Synonym von Anisus leucostoma Millet, 1813. In der Literatur wurde der Name Anisus septemgyratus jedoch falsch interpretiert und auf Anisus calculiformis (Sandberger, 1875) angewendet; Anisus septemgyratus auct. ist daher mit Anisus calculiformis (Sandberger, 1875) zu bezeichnen.